# Neoscona domiciliorum
Neoscona domiciliorum  (лат.) — северо-американский вид аранеоморфных пауков рода Neoscona из семейства пауков-кругопрядов (Araneidae), называемый также «пятнистым пауком-кругопрядом» (англ. Spotted Orbweaver). 

## Ареал
Neoscona domiciliorum обитает в США к юго-востоку от линии от Массачусетса через Индиану к Техасу. Встречается в следующих штатах: Алабама, Коннектикут, Флорида, Джорджия, Индиана, Кентукки, Луизиана, Массачусетс, Мэриленд, Северная Каролина, Нью-Джерси, Нью-Йорк, Огайо, Пенсильвания, Род-Айленд, Теннеси, Техас, Виргиния и Западная Виргиния.    

## Описание
Для N. domiciliorum характерен половой диморфизм. Размер самки 7,2—16,2 мм, самца — 8—9 мм. Самка покрыта редкими короткими серыми волосками. Брюшко сероватое с широкими латеральными чёрными полосами на каждой стороне, разделёнными тонкими белыми линиями; посередине проходит широкая вертикальная белая полоса. Полосы образуют рисунок, напоминающий крест. Нижняя сторона брюшка тёмная с четырьмя белыми пятнами. Первый сегмент конечностей красный, а оставшиеся сегменты с чередующимися тёмными и светлыми полосами. У самца брюшко меньше и более продолговатое по форме. 
Главные отличия от близкого вида Neoscona crucifera — более яркие цвета и красные первые сегменты конечностей.

## Биология
N. domiciliorum, как правило, заселяет лесистые территории, особенно влажные леса с твёрдыми видами деревьев. Однако, этот вид часто поселяется и у человеческого жилища. Латинское название domiciliorum, «домовой», отражает эту особенность.
Активен ночью. Самка плетёт ловчую сеть в начале ночи, располагаясь в центре, и к восходу убирает её, поедая шёлк, содержащий ценные вещества. К концу сезона, когда самка нуждается в повышенном питании для откладывания яиц, она может оставлять паутину и днём, прячась при этом в логове из свёрнутого листа или другого подходящего укрытия, к которому ведёт одна из радиальных нитей. 
Паутина вертикальная размером до 50 см, состоит из радиальных нитей и спиральных липких хорд. Радиусы прикрепляются к ветвям кустов или спускается к земле. В отличие от ловчих сетей, которые плетут пауки рода Крестовики (Araneus), центр сети, остаётся открытым и пересечён лишь 1—2 нитями.

## Синонимы[1]
- Epeira benjamina Mccook, 1894
- Epeira domiciliorum Emerton, 1884
- Neoscona benjamina Comstock, 1940
- Araneus benjaminus Petrunkevitch, 1911